# Werner Deuse
Werner Deuse (* 30. Juli 1944 in Bad Reichenhall) ist ein deutscher Klassischer Philologe.

## Leben
Werner Deuse studierte Klassische Philologie an der Universität zu Köln und der Universität Tübingen. In Köln legte er das Staatsexamen ab und wurde 1970 bei Clemens Zintzen promoviert. Nach dem Studienreferendariat in Duisburg legte er die zweite Staatsprüfung für das Lehramt Griechisch und Latein ab. 1972/73 war er wissenschaftlicher Angestellter an der Universität des Saarlandes, danach bis 1983 Assistent am Institut für Altertumskunde der Universität zu Köln. 1979 habilitierte er sich in Köln. Von 1981 bis 1983 war er Vertretungsprofessor an der Universität Würzburg, anschließend drei Jahre Studienrat in Würzburg. Ab 1986 war er als Oberstudienrat im Hochschuldienst an der Universität Siegen tätig und dort für die Graecum- und Latinumkurse zuständig. An der Universität zu Köln wurde er im Oktober 1990 zum außerplanmäßigen Professor ernannt.
Seine Forschungsschwerpunkte sind antike Philosophie, Tacitus, Theokrit, antike Medizin und Thomas Mann.

## Schriften (Auswahl)
- Theodoros von Asine. Sammlung der Testimonien und Kommentar. Steiner, Wiesbaden 1973 (= Dissertation).
- Untersuchungen zur mittelplatonischen und neuplatonischen Seelenlehre. Steiner, Wiesbaden 1983, ISBN 3-515-03512-5 (= Habilitationsschrift).
- mit Bernd Kollmann: Alexander Monachus: Laudatio Barnabae. Griechisch-Deutsch. Brepols, Turnhout 2007, ISBN 978-2-503-52561-7.
- mit Bernd Kollmann: Die Schrift des Alexander Monachus über die Kreuzauffindung („De inventione sanctae crucis“). Einleitung, Übersetzung und Kommentar. Steiner, Stuttgart 2022, ISBN 3-515-13241-4.